# Patrick McCourt
Patrick McCourt (ur. 16 grudnia 1983 w Londonderry) – były piłkarz z Irlandii Północnej, występujący na pozycji pomocnika.